# Jobbik
Jobbik, Bevægelsen for et bedre Ungarn (ungarsk: Jobbik Magyarországért Mozgalom), almindeligt kendt som Jobbik, er et nationalistisk, ungarsk politisk parti. Målt på partiets repræsentation i Europaparlamentet og ungarns nationalforsamling er partiet i 2012 Ungarns tredjestørste politiske parti. Partiet beskriver sig selv som "et principielt, konservativt og radikalt-patriotisk kristent parti", hvis "fundamentale formål" er beskyttelse af "ungarske værdier og interesser".
Partiets forløber blev etableret som 'Jobboldali Ifjúsági Közösség – Jobbik' (Ungdomssamfundet) i 2002. I 2003 blev bevægelsen organiseret som et parti på grundlag af nationalkonservative fraktioner indenfor det konservative parti Fidesz.
I øjeblikket beskriver partiet sig selv som et moderne conservative folkeparti. Den seneste (2/28/2020) meningsmåling fra IDEA for Euronews blev analyseret af den førende politiske videnskabsmand Balázs Böcskei, og han fortolkede, at det tidligere nationalistiske parti, Jobbik, har afsluttet sin omdannelse til et centristisk folkeparti og dens valggrundlag er blevet ændret, og nu er det en overvejende moderat valgkreds inden for EU.

## Jobbiks historie og grundlægger
Jobbik er et ungarsk parti, som er grundlagt i 2002 af en gruppe protestantiske og katolske studenter. Jobbik var først anerkendt som et politisk parti i oktober 2003. En kendt grundlægger er Gergely Pongrátz. De valgte navnet Jobbik da Jobb er et tillægsord for "bedre" og "rigtig" som den rigtige vej. Det betyder at Jobbik kan oversættes til "det bedre valg" og "den mere rigtige vej". Det ville svare til at sige det "rigtige valg" som kunne hentyde til "et valg på den højre side af det politiske spektrum" og "det helt rigtige valg".
Efter et formandsvalg i 2018 danne nogle medlemmer et nyt parti, kaldet Mi Hazánk Mozgalom (Bevægelse Vores Hjemland), da de mente Jobbik var blevet for centrumsøgende. Det drejede sig bl.a. om den tabende formandskandidat, László Toroczkai og medlem af parlamentet, Dóra Dúró. Dúró var det nye partis eneste parlamentsmedlem.

## Jobbiks ideologi og politik
Ideologi: Ungarsk Nationalistisk, Politisk Radikal, EU-skeptisk.
Politisk position: Ekstrem højreorienteret.
Jobbik - Bevægelsen for et bedre Ungarn, mest kendt som Jobbik, er et ungarsk radikal nationalistisk politisk parti. Jobbik er ungarsk tredje største parti.
Adskillige presser beskriver Jobbik som fascister, neo-fascister, neo-nazister, racister, antisemitiske, anti-roma og homofobiske.
Partiet beskriver sig selv som: ”et principielt, konservativt og radikalt patriotisk kristent parti. Hvis fundamentale formål var beskyttelse af de ungarske værdier og interesser.”

## Symboler
Gennem ungarns historie har man lagt stor vægt på symboler. især arpard- striberne har haft stor indflydelse siden 1200-tallet. Gamle konger og militær har båret flaget længe, og det ungarske folk betegner de syv striber som et nationalt symbol for fællesskab.
Nogle ser dog også disse striber som et morderisk symbol, da de også blev brugt under anden verdenskrig.

## Jobbik og EU
Jobbik er repræsenteret i det europæiske parlament med tre mandater ved valget i 2009. Der var 427773 personer, som er over 18 år og ungarske statsborgere, der stemte på Jobbik. Jobbiks stemmeantal udgør samlet set 14,77 % af stemmerne. Jobbik har tre sæder i det europæiske parlament. De har ikke nogle medlemmer, af de politiske grupper i det europæiske parlament.
I EU er der stor bekymring for at Ungarn ikke kan opfylde EU’s krav, så deres forhold kan betegnes som yders problematisk. Der ses blandt andet alvorligt på den situation som Ungarn befinder sig i; både økonomisk og med henblik på de fejltagelser der bliver lavet i forbindelse med sigøjnerkriminalitet, jødisk opkøb af ejendomme, tidligere politiske skandaler og strategien for integration af romaer.

## Jødisk Verdenskongres
Mellem den 5. og 7. maj 2013 skulle den jødiske verdenskongres afholdes. For første gang bliver det ikke afholdt i Jerusalem , men i Budapest. Det var af en symbolsk årsag den for første gang skulle holdes i Budapest, da de skulle diskutere emner om det Jødiske folk i hele verden. Den 4 Maj blev byen mødt med demonstrerende Jobbik tilhængere. De protesterende mente ikke det skulle afholdes i Ungarn, og protesterede på samme tid også for uafhængighed af bl.a. Israelske investorer i Ungarn.